# Fritz Hahne
Fritz Hahne (* 15. April 1920; † 28. Juni 2008) war ein deutscher Unternehmer.

## Leben
Friedrich Hahne gründete 1907 zusammen mit Christian Wilkening eine Stuhlfabrik in Eimbeckhausen bei Hannover, sie bildeten aus beiden Namen den Firmennamen Wilkhahn. Die Söhne der Gründer Fritz Hahne und Adolf Wilkening  übernehmen 1946 die Stuhlfabrik.
Fritz Hahne leitete von 1946 bis 1982 die Firma Wilkhahn und reformierte das deutsche Unternehmertum. Er führte 1954 bei Wilkhahn die betriebliche Altersvorsorge ein sowie Möglichkeiten Mitarbeiter aktiv am Unternehmenserfolg zu beteiligen. In den 1960er Jahren arbeitet er eng mit der Ulmer Hochschule für Gestaltung zusammen; man setzt zusammen Maßstäbe im Produktdesign. 1971 führt Hahne die 50-prozentige Ergebnisbeteiligung für Mitarbeiter ein. Nach seinem Rückzug aus dem Tagesgeschäft war er von 1982 bis 1994 Vorsitzender des Wilkhahn Verwaltungsrates und Vorstandsmitglied des Internationalen Design Zentrums Berlin. Er gehörte dem Kuratorium des Bauhaus-Archives an sowie auch dem Rat für Formgebung in Frankfurt am Main.

## Ehrungen
- Bundesverdienstkreuz am Bande (30. April 1985)[1]
- Sonderpreis des Europäischen Design-Preises der EU (1992)
- Bundespreis Förderer des Design des  Rats für Formgebung (1999)
- Großes Verdienstkreuz des  Niedersächsischen Verdienstordens
- Außerordentliches Mitglied im Bund Deutscher Architekten
- Ehrenmitglied des Verbandes Deutscher Industrie Designer
- Ehrenmitglied des Deutschen Werkbunds Nord

## Belege
1. ↑  Bundespräsidialamt

| Personendaten    | Personendaten         |
| ---------------- | --------------------- |
| NAME             | Hahne, Fritz          |
| KURZBESCHREIBUNG | deutscher Unternehmer |
| GEBURTSDATUM     | 15. April 1920        |
| STERBEDATUM      | 28. Juni 2008         |